# Blas Cantó
Blas Cantó (ur. 26 października 1991 w Ricote) – hiszpański piosenkarz.
Karierę muzyczną zaczynał w 2000, uczestnicząc w programach muzycznych dla dzieci. W latach 2009–2016 wokalista boys bandu Auryn, z którym wydał cztery albumy studyjne: Endless Road, 7058 (2011), Anti-Heroes (2013), Circus Avenue (2014) i Ghost Town (2015). Od 2017 artysta solowy, wydał jeden album studyjny pt. Complicado (2018).
Niedoszły reprezentant Hiszpanii w 65. Konkursie Piosenki Eurowizji (2020). Finalista Konkursu Piosenki Eurowizji 2021, w którym zajął 24. miejsce.

## Dyskografia

### Albumy studyjne
- Complicado (2018)

### Single

#### Jako główny artysta
| Rok                                                       | Tytuł                             | Najwyższa pozycja na liście | Najwyższa pozycja na liście | Najwyższa pozycja na liście | Najwyższa pozycja na liście | Album      |
| Rok                                                       | Tytuł                             | SPA                         | BEL (FL)                    | NLD                         | LTU                         | Album      |
| --------------------------------------------------------- | --------------------------------- | --------------------------- | --------------------------- | --------------------------- | --------------------------- | ---------- |
| 2017                                                      | „In Your Bed”                     | 57                          | –                           | –                           | –                           | Complicado |
| 2017                                                      | „Drunk and Irresponsible”         | –                           | –                           | –                           | –                           | Complicado |
| 2018                                                      | „Él no soy yo”                    | 35                          | –                           | –                           | –                           | Complicado |
| 2018                                                      | „No volveré (A seguir tus pasos)” | –                           | –                           | –                           | –                           | Complicado |
| 2019                                                      | „Si te vas”                       | –                           | –                           | –                           | –                           | –          |
| 2020                                                      | „Universo”                        | –                           | –                           | –                           | –                           | –          |
| 2021                                                      | „Memoria”                         | –                           | –                           | –                           | –                           | –          |
| 2021                                                      | „Voy a quedarme”                  | –                           | –                           | –                           | 87                          | –          |
| „–” oznacza, że singiel nie był notowany na danej liście. |                                   |                             |                             |                             |                             |            |

#### Jako gościnny artysta
| Rok  | Tytuł                                                          | Album  |
| ---- | -------------------------------------------------------------- | ------ |
| 2020 | „Mi luz” (Pastora Soler oraz Blas Cantó)                       | Sentir |
| 2020 | „I Dare You (Te Reto a Amar)” (Kelly Clarkson oraz Blas Cantó) | –      |
| 2021 | „Cúrame” (Nia oraz Blas Cantó)                                 | –      |

#### Single promocyjne
| Rok  | Tytuł                                   | Album      |
| ---- | --------------------------------------- | ---------- |
| 2018 | „Complicado”                            | Complicado |
| 2019 | „Dejarte ir” (gościnnie Leire Martínez) | Complicado |